# Southern Province, Zambia

Provinsens läge i Zambia

Southern Province ("Södra provinsen") är en av Zambias tio provinser med 1 212 124 invånare (2000) på en yta av 85 283 km². Provinshuvudstad är Choma. Här ligger (på gränsen till Zimbabwe) Viktoriafallen (Mosi-oa-Tunya), landets största turistattraktion.
Delar av Kafue nationalpark ligger i Southern Province. I söder gränsar provinsen till Zambesifloden.
Den största etniska gruppen är tonga.

## Distrikten

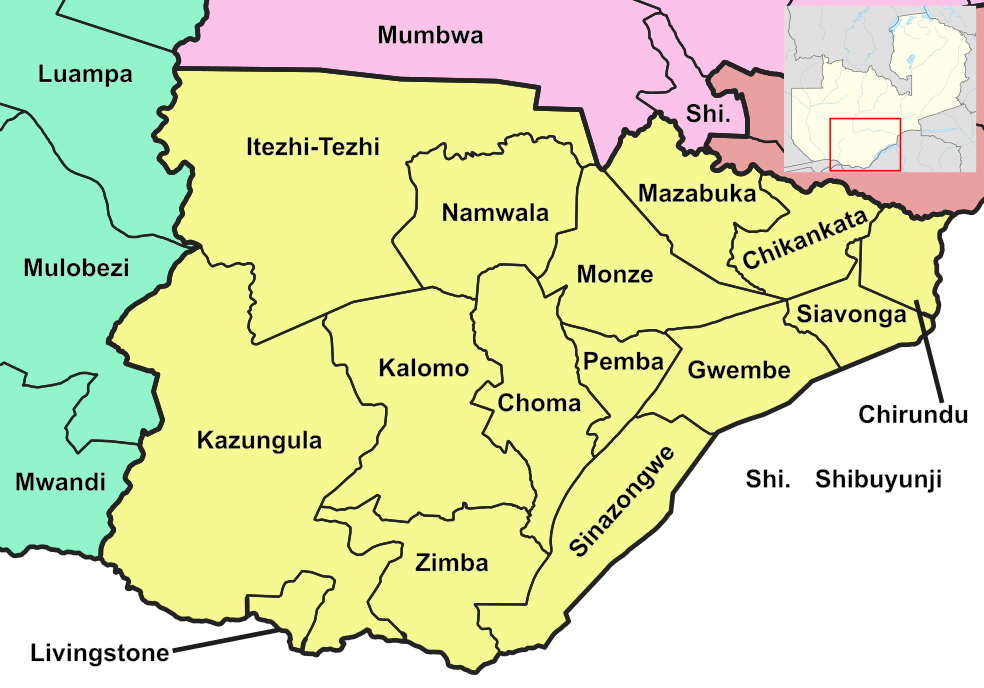
Distrikt i provinsen (2022).

Provinsen delas in i distrikten (2022):

- Chikankata
- Chirundu
- Choma
- Gwembe
- Itezhi Tezhi
- Kalomo
- Kazungula
- Livingstone
- Mazabuka
- Monze
- Namwala
- Pemba
- Siavonga
- Sinazongwe
- Zimba